# Football Club de Nantes 2020-2021
Questa voce raccoglie le informazioni riguardanti il Football Club de Nantes nelle competizioni ufficiali della stagione 2020-2021.

## Stagione
Reduci dal tredicesimo posto della stagione passata, l'estate 2021 vede la dirigenza canarina riconfermare sulla panchina il francese Gourcuff.
Sul mercato, i movimenti in entrata più importanti sono tutti di prospettiva, coi giovani Jean-Kévin Augustin e Pedro Chirivella, prelevati rispettivamente da RB Lipsia e Liverpool. Vengono anche riscattati i cartellini di alcuni giocatori in prestito la passata stagione, come Moses Simon, Ludovic Blas e il portiere Lafont.
Sul fronte cessioni lasciano la squadra
i tre portieri Braat, Dupé e Olliero, tutti a titolo definitivo tranne quest'ultimo. Fanno lo stesso percorso di Olliero, venendo quindi ceduti in prestito, Molla Wagué, Abou Ba, Lucas Evangelista, Samuel Moutoussamy e Élie Youan; invece il veterano Krhin si svincola.
In avvio di campionato i gialloverdi, sulla falsariga della stagione 2019-2020, raggranellano quattro punti nelle prime tre partite, tuttavia già dalla giornata successiva il club mostra delle difficoltà ad ottenere risultati. Nelle prime tredici giornate, il Nantes trova la vittoria solo in tre occasioni, pareggiando in quattro gare e perdendo le restanti sei. Questa situazione porta i canarini al quattordicesimo posto in classifica e in virtù della pesante sconfitta casalinga contro lo Strasburgo, ad effettuare un primo cambiamento nelle gerarchie del club. Gourcuff viene esonerato e al suo posto viene nominato ad interim il suo secondo Collot.
Anche con Collot la situazione non cambia, l'allenatore pare infatti disorientato sulla panchina gialloverde, ottenendo due punti in quattro gare; ma a suscitare scalpore è poi l'arrivo sulla panchina nantaise di Raymond Domenech, che torna ad allenare a dieci anni dall'ultima volta (con la Francia al campionato del mondo 2010).
L'arrivo di un allenatore ormai in "pensione" da dieci anni trova il disappunto dei tifosi canarini, da sempre esigenti nei risultati di ogni singolo incontro, che attaccano il presidente Kita per le pessime decisioni. Le successive prestazioni danno ragione alla tifoseria, infatti Domenech chiamato a risollevare le sorti del club, ha l'effetto inverso sulle prestazioni del club che raggiunge il record negativo di quattordici gare senza vittorie, di cui sette sotto l'ex allenatore della nazionale transalpina.
Con il club ormai in piene zona retrocessione, alla 25ª giornata i canarini ritrovano la vittoria nel derby contro l'Angers, grazie ai gol di Simon, Louza, Bamba; mentre la giornata successiva trovano un pareggio contro l'Olympique Marsiglia, ma questo non basta a salvare Domenech, che viene quindi esonerato.
L'ultima carta del presidente Kita è Kombouaré, ex calciatore del Nantes e reduce da due retrocessioni con Guingamp e Tolosa. Con il neo-allenatore il Nantes trova più stabilità, nelle ultime dodici di campionato il club perde altre cinque gare, ma ne vince altrettante (quattro consecutive) che permette ai canarini di giungere al 18º posto e giocarsi la permanenza in massima serie allo spareggio promozione-retrocessione.
Il 27 maggio 2021 il Nantes prevale nell'andata dello spareggio giocato fuori casa sul Tolosa, terzo in Ligue 2, grazie a Blas e Kolo Muani e perde 0-1 la gara di ritorno allo Stadio della Beaujoire, nonostante ciò prevale nel doppio confronto per la regola dei gol fuori casa.

## Divise e sponsor
Lo sponsor tecnico per la stagione 2020-2021 è Macron, che subentra a New Balance firmando un contratto quinquennale con il club; mentre lo sponsor ufficiale è Synergie, al settimo anno consecutivo.
La maglia home, presentata nel luglio 2020, è prevalentemente gialla e ornato da strisce verdi che salgono dal fondo della tunica, andando a sfumarsi. Il colletto è a V e all'interno di esso sono ricamate otto stelle. La maglia away è disegnata sulla stessa base grafica della maglia home e si presenta interamente nera, con inserti gialli su tutti i loghi e a sottili bande verticali visibili in tono su tono sul busto.
| Casa | Trasferta |

## Organigramma societario
Area direttiva
- Presidente: Waldemar Kita

Area tecnica
- Allenatore: Antoine Kombouaré
- Allenatore in seconda: Yves Bertucci
- Preparatori dei portieri: Willy Grondin
- Preparatori atletici: William Marie, Michel Dufour

Area medica
- Medico sociale: Georges Riaud, Isabelle Salaün
- Fisioterapista: Nicolas-Pierre Bernot, Jean-Phillipe Cadu, Phillipe Chantebel, Florent Danieli
- Osteopata: Julien Mointeillet

Area video
- Analista: Kévin David, Robin Freneau

## Rosa
Aggiornato al 31 luglio 2021.
| N. |                         | Ruolo | Calciatore              |
| -- | ----------------------- | ----- | ----------------------- |
| 1  | Francia (bandiera)      | P     | Alban Lafont (capitano) |
| 2  | Brasile (bandiera)      | D     | Fábio                   |
| 3  | Brasile (bandiera)      | C     | Andrei Girotto          |
| 4  | Francia (bandiera)      | D     | Nicolas Pallois         |
| 5  | Spagna (bandiera)       | C     | Pedro Chirivella        |
| 6  | Francia (bandiera)      | C     | Roli Pereira de Sa      |
| 7  | Mali (bandiera)         | A     | Kalifa Coulibaly        |
| 8  | Algeria (bandiera)      | C     | Mehdi Abeid             |
| 10 | Francia (bandiera)      | C     | Ludovic Blas            |
| 11 | Francia (bandiera)      | D     | Marcus Coco             |
| 12 | Francia (bandiera)      | D     | Dennis Appiah           |
| 14 | Mali (bandiera)         | D     | Charles Traoré          |
| 15 | Francia (bandiera)      | D     | Thomas Basila           |
| 17 | Belgio (bandiera)       | C     | Anthony Limbombe        |
| 18 | RD del Congo (bandiera) | C     | Samuel Moutoussamy      |
| 19 | Francia (bandiera)      | C     | Abdoulaye Touré         |

| N. |                    | Ruolo | Calciatore               |
| -- | ------------------ | ----- | ------------------------ |
| 20 | Francia (bandiera) | A     | Jean-Kévin Augustin      |
| 21 | Camerun (bandiera) | D     | Jean-Charles Castelletto |
| 22 | Francia (bandiera) | A     | Bridge Ndilu             |
| 23 | Francia (bandiera) | A     | Randal Kolo Muani        |
| 24 | Francia (bandiera) | D     | Sébastien Corchia        |
| 26 | Marocco (bandiera) | C     | Imrân Louza              |
| 27 | Nigeria (bandiera) | A     | Moses Simon              |
| 28 | Belgio (bandiera)  | A     | Renaud Emond             |
| 29 | Francia (bandiera) | C     | Batista Mendy            |
| 30 | Serbia (bandiera)  | P     | Denis Petrić             |
| 32 | Francia (bandiera) | C     | Kader Bamba              |
| 33 | Guinea (bandiera)  | D     | Abdoulaye Sylla          |
| 34 | Francia (bandiera) | A     | Quentin Merlin           |
| 36 | Francia (bandiera) | A     | Abdoulaye Dabo           |
| 40 | Francia (bandiera) | P     | Charly Jan               |

## Calciomercato

### Sessione estiva(dal 11/06 al 30/10)
| Acquisti         | Acquisti                 | Acquisti  | Acquisti                 |
| R.               | Nome                     | da        | Modalità                 |
| ---------------- | ------------------------ | --------- | ------------------------ |
| D                | Jean-Charles Castelletto | Brest     | definitivo               |
| D                | Sébastien Corchia        | Siviglia  | definitivo               |
| C                | Ludovic Blas             | Guingamp  | definitivo (8 milioni €) |
| C                | Pedro Chirivella         | Liverpool | definitivo               |
| C                | Moses Simon              | Levante   | definitivo (5 milioni €) |
| A                | Jean-Kévin Augustin      | RB Lipsia | definitivo               |
| Altre operazioni |                          |           |                          |
| R.               | Nome                     | da        | Modalità                 |
| A                | Randal Kolo Muani        | Boulogne  | fine prestito            |

| Cessioni         | Cessioni           | Cessioni        | Cessioni                         |
| R.               | Nome               | a               | Modalità                         |
| ---------------- | ------------------ | --------------- | -------------------------------- |
| P                | Quentin Braat      | Niort           | definitivo                       |
| P                | Maxime Dupé        | Tolosa          | definitivo (500 mila €)          |
| P                | Alexandre Olliero  | Pau             | prestito                         |
| D                | Josué Homawoo      | Lorient 2       | definitivo                       |
| D                | Molla Wagué        | Amiens          | prestito con diritto di riscatto |
| C                | Abou Ba            | Cosenza         | prestito con diritto di riscatto |
| C                | Lucas Evangelista  | RB Bragantino   | prestito con diritto di riscatto |
| C                | Rene Krhin         |                 | svincolato                       |
| C                | Samuel Moutoussamy | Fortuna Sittard | prestito con diritto di riscatto |
| A                | Élie Youan         | San Gallo       | prestito con diritto di riscatto |
| Altre operazioni |                    |                 |                                  |
| R.               | Nome               | a               | Modalità                         |
| C                | Cristian Benavente | Pyramids        | fine prestito                    |

### Sessione invernale(dal 02/01 al 01/02)
| Acquisti         | Acquisti         | Acquisti         | Acquisti         |
| R.               | Nome             | da               | Modalità         |
| Altre operazioni | Altre operazioni | Altre operazioni | Altre operazioni |
| R.               | Nome             | da               | Modalità         |
| ---------------- | ---------------- | ---------------- | ---------------- |

| Cessioni         | Cessioni       | Cessioni          | Cessioni   |
| R.               | Nome           | a                 | Modalità   |
| ---------------- | -------------- | ----------------- | ---------- |
| C                | Mehdi Abeid    | Al-Nasr           | definitivo |
| A                | Abdoulaye Dabo | Juventus Next Gen | prestito   |
| Altre operazioni |                |                   |            |
| R.               | Nome           | a                 | Modalità   |

### Operazioni esterne alle sessioni di mercato
| Acquisti | Acquisti     | Acquisti   | Acquisti                   |
| R.       | Nome         | da         | Modalità                   |
| -------- | ------------ | ---------- | -------------------------- |
| P        | Alban Lafont | Fiorentina | definitivo (7,5 milioni €) |

| Cessioni | Cessioni   | Cessioni  | Cessioni   |
| R.       | Nome       | a         | Modalità   |
| -------- | ---------- | --------- | ---------- |
| A        | Élie Youan | San Gallo | definitivo |

## Risultati

### Ligue 1

#### Girone d'andata
| Bordeaux 21 agosto 2020, ore 19:00 CEST 1ª giornata | Bordeaux       | 0 – 0 referto | Nantes | Stadio Matmut-Atlantique (4 887 spett.)\| Arbitro: \| Benoît Bastien \| |
| Arbitro:                                            | Benoît Bastien |               |        |                                                                         |

| Arbitro: | Hakim Ben El Hadj |

|                              |           |            |
| Girotto 11’ Louza 27’ (rig.) | Marcatori | 57’ Ferhat |

| Arbitro: | Clément Turpin |

|                      |           |          |
| Diop 5’ Geubbels 65’ | Marcatori | 61’ Blas |

| Arbitro: | Antony Gautier |

|                     |           |                        |
| Simon 71’ Emond 86’ | Marcatori | 2’ Aouchiche 66’ Maçon |

| Arbitro: | Willy Delajod |

|                                      |           |  |
| Pallois 43’ (aut.) Yılmaz 87’ (rig.) | Marcatori |  |

| Arbitro: | Jérôme Brisard |

|                      |           |                    |
| Dante 27’ Thuram 68’ | Marcatori | 45+2’ (rig.) Louza |

| Arbitro: | Jérémie Pignard |

|                                   |           |            |
| Kolo Muani 16’ Blas 30’ Bamba 79’ | Marcatori | 68’ Faivre |

| Arbitro: | Florent Batta |

|            |           |                  |
| Kakuta 27’ | Marcatori | 81’ (rig.) Touré |

| Arbitro: | Hakim Ben El Hadj |

|  |           |                                           |
|  | Marcatori | 46’ Herrera 65’ (rig.) Mbappé 88’ Sarabia |

| Arbitro: | Stéphanie Frappart |

|  |           |                    |
|  | Marcatori | 80’ Bamba 84’ Blas |

| Arbitro: | Benoît Millot |

|                |           |                         |
| Kolo Muani 29’ | Marcatori | 45+4’ (rig.) Leya Iseka |

| Arbitro: | Mikael Lesage |

|                                           |           |          |
| Thauvin 2’ Payet 35’ Benedetto 60’ (rig.) | Marcatori | 73’ Blas |

| Arbitro: | Clément Turpin |

|  |           |                                                           |
|  | Marcatori | 16’ (rig.) Liénard 34’ Diallo 78’ (rig.) Ajorque 83’ Zohi |

| Arbitro: | Antony Gautier |

|                  |           |            |
| Simon 24’ (rig.) | Marcatori | 54’ Konaté |

| Arbitro: | Karim Abed |

|                                        |           |                      |
| E. Touré 68’ Dia 72’ (rig.) Cafaro 74’ | Marcatori | 18’ Pallois 79’ Blas |

| Arbitro: | Willy Delajod |

|              |           |            |
| Traoré 90+3’ | Marcatori | 42’ Thomas |

| Arbitro: | Ruddy Buquet |

|                                               |           |  |
| Toko Ekambi 4’ Kadewere 37’ Lucas Paquetá 44’ | Marcatori |  |

| Nantes 6 gennaio 2021, ore 19:00 CEST 18ª giornata | Nantes          | 0 – 0 referto | Rennes | Stadio della Beaujoire (0 spett.)\| Arbitro: \| Jérémie Pignard \| |
| Arbitro:                                           | Jérémie Pignard |               |        |                                                                    |

| Arbitro: | François Letexier |

|           |           |           |
| Oyongo 6’ | Marcatori | 51’ Louza |

#### Girone di ritorno
| Arbitro: | Frank Schneider |

|                  |           |            |
| Louza 36’ (rig.) | Marcatori | 81’ Kakuta |

| Arbitro: | Jérôme Miguelgorry |

|                              |           |  |
| Leya Iseka 35’ Boulaya 90+4’ | Marcatori |  |

| Arbitro: | Thomas Léonard |

|             |           |                         |
| Emond 90+2’ | Marcatori | 45’ Maripán 60’ Volland |

| Arbitro: | Eric Wattellier |

|            |           |                |
| Camara 57’ | Marcatori | 36’ Kolo Muani |

| Arbitro: | Stéphanie Frappart |

|  |           |               |
|  | Marcatori | 9’, 83’ David |

| Arbitro: | François Letexier |

|                    |           |                                    |
| Mangani 33’ (rig.) | Marcatori | 4’ Simon 7’ (rig.) Louza 86’ Bamba |

| Arbitro: | Amaury Delerue |

|          |           |           |
| Blas 50’ | Marcatori | 69’ Payet |

| Arbitro: | Florent Batta |

|          |           |          |
| Koné 76’ | Marcatori | 27’ Blas |

| Arbitro: | Willy Delajod |

|           |           |                          |
| Simon 14’ | Marcatori | 39’ Konan 89’ Abdelhamid |

| Arbitro: | Karim Abed |

|             |           |                          |
| Draxler 42’ | Marcatori | 45’ Simon 59’ Kolo Muani |

| Arbitro: | Antony Gautier |

|               |           |               |
| Kolo Muani 2’ | Marcatori | 87’ Laurienté |

| Arbitro: | Stéphanie Frappart |

|           |           |                         |
| Touré 32’ | Marcatori | 11’ (rig.), 29’ Dolberg |

| Arbitro: | Amaury Delerue |

|             |           |  |
| Terrier 52’ | Marcatori |  |

| Arbitro: | Benoît Bastien |

|             |           |                      |
| Pallois 60’ | Marcatori | 5’, 37’ (rig.) Depay |

| Arbitro: | Ruddy Buquet |

|             |           |                          |
| Ajorque 43’ | Marcatori | 53’ Castelletto 76’ Blas |

| Arbitro: | Mikael Lesage |

|            |           |                                                   |
| Faivre 83’ | Marcatori | 15’ Simon 27’ Blas 56’ Louza 62’ (rig.) Coulibaly |

| Arbitro: | Benoît Millot |

|                                               |           |  |
| Coulibaly 19’ Louza 51’ (rig.) Kolo Muani 70’ | Marcatori |  |

| Arbitro: | Karim Abed |

|  |           |                                               |
|  | Marcatori | 6’ Coulibaly 32’, 90+2’ Kolo Muani 90+1’ Blas |

| Arbitro: | Ruddy Buquet |

|                |           |                        |
| Kolo Muani 33’ | Marcatori | 30’ Laborde 76’ Delort |

#### Spareggio promozione-retrocessione
| Arbitro: | Jérémie Pignard |

|             |           |                         |
| Machado 19’ | Marcatori | 10’ Blas 22’ Kolo Muani |

| Arbitro: | Benoît Bastien |

|  |           |          |
|  | Marcatori | 62’ Bayo |

### Coppa di Francia
| Arbitro: | Johan Hamel |

|                |           |                                           |
| Bamba 24’, 63’ | Marcatori | 27’, 39’ Jean 36’ Doucoure 58’ Kalimuendo |

## Statistiche

### Statistiche di squadra
Statistiche aggiornate al 30 maggio 2021.
| Competizione                       | Punti | In casa | In casa | In casa | In casa | In casa | In casa | In trasferta | In trasferta | In trasferta | In trasferta | In trasferta | In trasferta | Totale | Totale | Totale | Totale | Totale | Totale | DR  |
| Competizione                       | Punti | G       | V       | N       | P       | Gf      | Gs      | G            | V            | N            | P            | Gf           | Gs           | G      | V      | N      | P      | Gf     | Gs     | DR  |
| ---------------------------------- | ----- | ------- | ------- | ------- | ------- | ------- | ------- | ------------ | ------------ | ------------ | ------------ | ------------ | ------------ | ------ | ------ | ------ | ------ | ------ | ------ | --- |
| Ligue 1                            | 40    | 19      | 3       | 8       | 8       | 21      | 29      | 19           | 6            | 5            | 8            | 26           | 26           | 38     | 9      | 13     | 16     | 47     | 55     | -8  |
| Spareggio promozione-retrocessione | -     | 1       | 0       | 0       | 1       | 0       | 1       | 1            | 1            | 0            | 0            | 2            | 1            | 2      | 1      | 0      | 1      | 2      | 2      | 0   |
| Coppa di Francia                   | -     | 1       | 0       | 0       | 1       | 2       | 4       | 0            | 0            | 0            | 0            | 0            | 0            | 1      | 0      | 0      | 1      | 2      | 4      | -2  |
| Totale                             | -     | 21      | 3       | 8       | 10      | 23      | 34      | 20           | 7            | 5            | 8            | 28           | 27           | 41     | 10     | 13     | 18     | 51     | 61     | +10 |

### Andamento in campionato
| Giornata  | 1 | 2 | 3  | 4  | 5  | 6  | 7  | 8  | 9  | 10 | 11 | 12 | 13 | 14 | 15 | 16 | 17 | 18 | 19 | 20 | 21 | 22 | 23 | 24 | 25 | 26 | 27 | 28 | 29 | 30 | 31 | 32 | 33 | 34 | 35 | 36 | 37 | 38 |
| --------- | - | - | -- | -- | -- | -- | -- | -- | -- | -- | -- | -- | -- | -- | -- | -- | -- | -- | -- | -- | -- | -- | -- | -- | -- | -- | -- | -- | -- | -- | -- | -- | -- | -- | -- | -- | -- | -- |
| Luogo     | T | C | T  | C  | T  | T  | C  | T  | C  | T  | C  | T  | C  | C  | T  | C  | T  | C  | T  | C  | T  | C  | T  | C  | T  | C  | T  | C  | T  | C  | C  | T  | C  | T  | T  | C  | T  | C  |
| Risultato | N | V | P  | N  | P  | P  | V  | N  | P  | V  | N  | P  | P  | N  | P  | N  | P  | N  | N  | N  | P  | P  | N  | P  | V  | N  | N  | P  | V  | N  | P  | P  | P  | V  | V  | V  | V  | P  |
| Posizione | 9 | 6 | 12 | 14 | 15 | 16 | 15 | 15 | 17 | 14 | 14 | 14 | 14 | 14 | 16 | 15 | 16 | 17 | 17 | 17 | 17 | 17 | 17 | 18 | 18 | 17 | 19 | 19 | 18 | 19 | 19 | 19 | 19 | 18 | 18 | 18 | 18 | 18 |

Legenda:

Luogo: C = Casa; T = Trasferta. Risultato: V = Vittoria; N = Pareggio; P = Sconfitta.

### Statistiche dei giocatori
Sono in corsivo i calciatori che hanno lasciato la società a stagione in corso.
| Giocatore        | Ligue 1  | Ligue 1 | Ligue 1     | Ligue 1    | Coppa di Francia | Coppa di Francia | Coppa di Francia | Coppa di Francia | Totale   | Totale | Totale      | Totale     |
| Giocatore        | Presenze | Reti    | Ammonizioni | Espulsioni | Presenze         | Reti             | Ammonizioni      | Espulsioni       | Presenze | Reti   | Ammonizioni | Espulsioni |
| ---------------- | -------- | ------- | ----------- | ---------- | ---------------- | ---------------- | ---------------- | ---------------- | -------- | ------ | ----------- | ---------- |
| M. Abeid         | 18       | 0       | 5           | 0          | 0                | 0                | 0                | 0                | 18       | 0      | 5           | 0          |
| D. Appiah        | 22+2     | 0       | 3+1         | 0          | 1                | 0                | 0                | 0                | 25       | 0      | 4           | 0          |
| J. Augustin      | 3        | 0       | 0           | 0          | 0                | 0                | 0                | 0                | 3        | 0      | 0           | 0          |
| K. Bamba         | 27       | 3       | 2           | 0          | 1                | 2                | 0                | 0                | 28       | 5      | 2           | 0          |
| T. Basila        | 0        | 0       | 0           | 0          | 1                | 0                | 1                | 0                | 1        | 0      | 1           | 0          |
| L. Blas          | 35+2     | 10+1    | 5           | 0          | 1                | 0                | 0                | 0                | 38       | 11     | 5           | 0          |
| J. Castelletto   | 24+2     | 1       | 4           | 0          | 1                | 0                | 0                | 0                | 27       | 1      | 4           | 0          |
| P. Chirivella    | 31+2     | 0       | 4+2         | 0          | 1                | 0                | 0                | 0                | 34       | 0      | 6           | 0          |
| M. Coco          | 32+2     | 0       | 6           | 0          | 1                | 0                | 0                | 0                | 35       | 0      | 6           | 0          |
| S. Corchia       | 25+1     | 0       | 3           | 0          | 1                | 0                | 0                | 0                | 27       | 0      | 3           | 0          |
| K. Coulibaly     | 16+2     | 3       | 2           | 0          | 0                | 0                | 0                | 0                | 18       | 3      | 2           | 0          |
| A. Dabo          | 0        | 0       | 0           | 0          | 0                | 0                | 0                | 0                | 0        | 0      | 0           | 0          |
| R. Emond         | 21+1     | 2       | 1           | 0          | 0                | 0                | 0                | 0                | 22       | 2      | 1           | 0          |
| Fábio            | 22       | 0       | 4           | 1          | 0                | 0                | 0                | 0                | 22       | 0      | 4           | 1          |
| A. Girotto       | 34+2     | 1       | 3           | 1          | 0                | 0                | 0                | 0                | 36       | 1      | 3           | 1          |
| R. Kolo Muani    | 37+2     | 9+1     | 3+1         | 0          | 1                | 0                | 0                | 0                | 40       | 10     | 4           | 0          |
| C. Jan           | 0        | 0       | 0           | 0          | 0                | 0                | 0                | 0                | 0        | 0      | 0           | 0          |
| A. Lafont        | 38+2     | -55     | 2           | 0          | 0                | 0                | 0                | 0                | 40       | -55    | 2           | 0          |
| A. Limbombe      | 0        | 0       | 0           | 0          | 0                | 0                | 0                | 0                | 0        | 0      | 0           | 0          |
| I. Louza         | 33+2     | 7       | 4           | 1          | 0                | 0                | 0                | 0                | 35       | 7      | 4           | 1          |
| B. Mendy         | 2        | 0       | 0           | 0          | 1                | 0                | 0                | 0                | 3        | 0      | 0           | 0          |
| Q. Merlin        | 0        | 0       | 0           | 0          | 1                | 0                | 0                | 0                | 1        | 0      | 0           | 0          |
| S. Moutoussamy   | 1        | 0       | 0           | 0          | 0                | 0                | 0                | 0                | 1        | 0      | 0           | 0          |
| B. Ndilu         | 6        | 0       | 1           | 0          | 1                | 0                | 0                | 0                | 7        | 0      | 1           | 0          |
| N. Pallois       | 32+2     | 2       | 7           | 1          | 1                | 0                | 0                | 0                | 35       | 2      | 7           | 1          |
| R. Pereira de Sa | 6+1      | 0       | 0           | 0          | 0                | 0                | 0                | 0                | 7        | 0      | 0           | 0          |
| D. Petrić        | 0        | 0       | 0           | 0          | 1                | -4               | 0                | 0                | 1        | -4     | 0           | 0          |
| M. Simon         | 33+2     | 6       | 2           | 0          | 1                | 0                | 0                | 0                | 36       | 6      | 2           | 0          |
| A. Sylla         | 2        | 0       | 0           | 0          | 0                | 0                | 0                | 0                | 2        | 0      | 0           | 0          |
| A. Touré         | 29       | 2       | 2           | 0          | 1                | 0                | 0                | 0                | 30       | 2      | 2           | 0          |
| C. Traoré        | 22+2     | 1       | 6           | 0          | 0                | 0                | 0                | 0                | 24       | 1      | 6           | 0          |